# Lomatogonium spathulatum
Lomatogonium spathulatum là một loài thực vật có hoa trong họ Long đởm. Loài này được (A. Kern.) Fernald mô tả khoa học đầu tiên năm 1919.